# Dischidia acutifolia
Dischidia acutifolia är en oleanderväxtart. Dischidia acutifolia ingår i släktet Dischidia och familjen oleanderväxter. Utöver nominatformen finns också underarten D. a. klossii.